# Alina Șerban

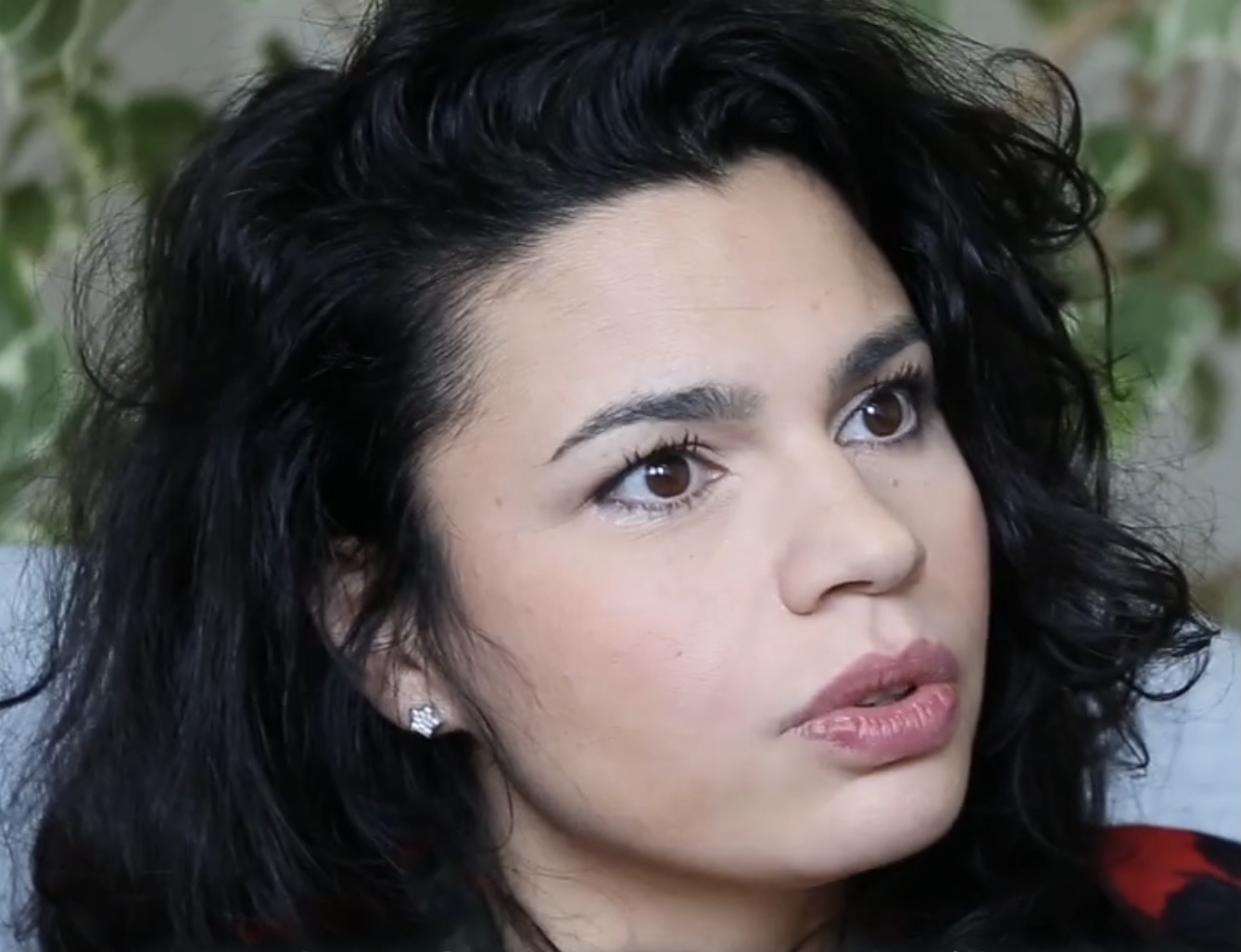
Alina Șerban

Alina Ioana Șerban (geboren am 29. Oktober 1987 in Bukarest), auch Alina Serban geschrieben, ist eine rumänische Schauspielerin, Regisseurin und Autorin, die sowohl für ihre Filmrollen, als auch für ihre Theaterarbeit bekannt ist, welche häufig autobiografisch inspiriert ist und sich kritisch mit der marginalisierten Rolle von Sinti und Roma in der Gesellschaft und der Geschichte ihrer Diskriminierung und Verfolgung auseinandersetzt.

## Leben und Werk
Alina Șerban schloss ein Studium an der Royal Academy of Dramatic Art in London mit einem Master ab; weiter besuchte sie Kurse an der Tisch School of the Arts in New York sowie an der Nationaluniversität der Theater- und Filmkunst „Ion Luca Caragiale“ in Bukarest. Während ihrer Zeit an der Royal Academy of Dramatic Art wurde Alina Șerban, die als Stipendiatin dort studierte, 2012 von der rumänischen Botschaft als beste rumänische Studentin im Vereinigten Königreich ausgezeichnet.
Sie wurde zunächst in der unabhängigen Theaterszene Bukarests bekannt, wo ihr erstes autobiografisch inspiriertes Stück I Declare at My Own Risk (Ich sage auf eigene Gefahr aus) für Aufsehen sorgte. Das Stück wurde später auch außerhalb Rumäniens mehrfach aufgeführt, unter anderem in Ungarn, Frankreich, Schweden und Italien. In Deutschland wurde 2015 ihr Stück Roma-Sapiens aufgeführt. Viele der eigenen Stücke Alina Șerbans sind entweder von der Geschichte der Roma, oder von ihrer eigenen Kindheit als Mitglied dieser marginalisierten Gruppe geprägt. Alina Șerban musste als Kind gemeinsam mit ihren Eltern zu der erweiterten Großfamilie ziehen, nachdem die Eltern ihre Wohnung verloren hatten. Nach einer späteren Inhaftierung von Alina Șerbans Mutter wuchs sie in einem Kinderheim auf.
Ihre erste Rolle vor der Kamera hatte Alina Șerban in der britischen Fernsehserie The Last Enemy. 2019 spielte Alina Șerban die Hauptrolle in dem deutsch-österreichischen Spielfilm Gypsy Queen, eine Rolle, mit der sie einem breiteren deutschen Kinopublikum bekannt wurde. Sie wurde für diese Rolle 2020 mit dem deutschen Schauspielpreis ausgezeichnet und für den deutschen Filmpreis nominiert. Weitere Rollen Alina Șerbans waren unter anderem ein Auftritt in der vierten Episode von Gangs of London und die Hauptrolle in dem 2018 gedrehten belgischen Spielfilm Seule à mon mariage. Alina Șerban bedauert, dass sie es in der Filmbranche schwer hat, da sie als Schauspielerin „immer für Klischeerollen“ ausgewählt wird und als Autorin und Regisseurin gegen schwer sichtbare Formen der Diskriminierung kämpfen muss, die sie als „unzählige Glasdecken im System“ bezeichnet.
Im Januar 2022 wurde ihr ebenfalls autobiografisches Bühnenstück Cel mai bun copil din lume (Das beste Kind der Welt) im Nationaltheater Bukarest aufgeführt. Es erzählt die Geschichte einer jungen Romni, die sich mit ihrer Identität und Rassismus auseinandersetzen muss. Alina Șerban führte dabei als erste Romni auf dieser Bühne selbst Regie. Die Premiere fand am 21. Januar vor ausverkauftem Haus statt.
Neben der Bühnenarbeit veröffentlichte Alina Șerban 2016 auch eine Sammlung von Märchen der Roma in Rumänien. Sie nahm dabei die Märchenerzählungen einer ihrer Tanten als Grundlage.
2025 wurde sie mit einem Dan-David-Preis ausgezeichnet.